# 爆破工程
爆破工程也稱為炸藥工程，是有關炸藥性質及用途研究的科學及工程。

## 主題
以下是一些爆破工程中探討的主題：
- 各種形式炸藥的開發及特性。
- 爆轟物理特性的分析。
- 爆炸產生的震波及其對物體的影響。
- 炸药的安全测试（英语：Safety testing of explosives）。
- 采矿业中岩石爆破的分析及工程。
- 锥形装药及反应装甲的設計及分析。
- 炮彈、航空炸弹、飛彈彈頭等武器的設計及分析。

## 組織
- 国际爆炸物工程师协会（ISEE）
- 新墨西哥礦業及科技學院 (New Mexico Tech)
- 密蘇里科技大學

## 外部連結
- International Society of Explosives Engineers （页面存档备份，存于）